# Revolta dos mizos de março de 1966
A revolta da Frente Nacional Mizo em março de 1966 foi uma revolta contra o governo da Índia, visando estabelecer um Estado soberano para os mizos. Em 1 de março de 1966, a Frente Nacional Mizo fez uma declaração de independência, depois de lançar ataques coordenados aos escritórios do governo e postos de segurança em diferentes partes do distrito de Mizo em Assão. O governo suprimiu a insurreição e recapturou todos os locais tomados  pela Frente Nacional Mizo em 25 de março de 1966. As operações de contra-insurgência continuaram nos anos seguintes, embora a intensidade da insurgência tenha diminuído progressivamente até sua resolução completa nas negociações de paz de 1986. Durante as operações do governo para reprimir a rebelião, a Força Aérea Indiana efetuou ataques aéreos em Aizol; este continua a ser o único caso em que a Índia realizou um ataque aéreo em seu próprio território civil.